# MUSIC BARパロパロ
『MUSIC BAR パロパロ』（ミュージックバー パロパロ）は、テレビユー福島 (TUF) で放送されていた深夜の若者向け音楽情報番組。

## 概要
1984年4月1日に始まった『TUFサウンドピーチ』を受け継いで、1992年4月3日に放送開始した。
プロモーションビデオの放送などを通じて、番組視聴者に様々な楽曲を紹介している番組である。有名アーティストの楽曲からインディーズレーベルの楽曲まで、邦楽・洋楽問わず取り扱っている。また音楽に限らず、映画に関する情報や旅行に関する情報も取り扱っている。
この番組は、過去には『パロパロ』及び『VJパロパロ』というタイトルで放送されていた。『パロパロ』『VJパロパロ』時代を含めると放送期間は18年に及び、同局制作の番組の中でもとくに長く続いた番組であったが、2010年3月31日をもって放送終了。同時にサウンドピーチ以来、26年に及んだTUF制作の音楽番組枠もこれをもって撤退した。
本編『MUSIC BARパロパロ』の放送終了後も、姉妹番組である『パロパロmini』は引き続き放送されていた。
2013年9月7日深夜には、開局30周年記念「TUFの日」の一環で、生放送の『パロパロオールナイト復刻版』として3年ぶりに復活。初代キャスターの富岡浩美とROLLYが司会となり、林田健司・石田ショーキチ・いしばしさちこ（MUSIC BARパロパロMCの一人）らが生出演し、中継やライブなどを挟みつつ、当時の映像をトークとともに振り返った。当初は、24時58分（9月8日0時58分）から28時00分（8日4時）までの予定していたが、後に30分繰り下げて28時30分（8日4時30分）までの放送となった。
また、この日は2020年の夏季オリンピックを開催地を決定するJOC総会が開かれ、TBSもこのJOC総会に関連する報道特別番組を編成していたが、このオールナイト復刻版が放送されていたこともあり、ネットせずに、1回目の投票で開催地候補だったマドリードが落選した際は画面上部に速報スーパーと、富岡によりJOC総会投票結果に関する原稿が読み上げられた。
2016年11月4日深夜から11月25日深夜までの約1か月間、『復活!パロパロ限定版』として放送。
2017年10月6日から金曜24:50に『パロパロ』として再開。

## 『パロパロ』『VJパロパロ』
2005年4月より番組はリニューアルし、毎月第1週・第2週を『VJパロパロmiracle』、第3週・第4週（第5週がある月も）を『VJパロパロcool』として放送。

### 放送時間
- 毎週金曜 25:05 - 26:00

### MC
- 富岡浩美 - 1992年 - 1995年（MCは1人制、このころは“キャスター”名義だった）
- 皆藤慎太郎
- Harvestミュージック（旧みのやレコード）店長・渡辺知己 - 2005年3月末まで
- 横山慶太 - 2005年4月1日 - 2007年3月末まで（VJパロパロmiracle・cool共に）
- 鈴木繭菓 - 2005年4月1日 - 2007年3月末まで（VJパロパロmiracle）
- 二瓶由美 - 2007年3月末まで（VJパロパロcool）

## 『MUSIC BARパロパロ』
2007年4月から2009年3月までは毎月第1週・第2週目を『A-SIDE』、第3週・第4週を『B-SIDE』として放送していた。2009年4月からリニューアルし、『増子屋』『引地屋』『藤井屋』として2週ごとにMCを交替するようになった。

### 放送時間
- 毎週水曜 24:29 - 25:29

### MC
- 増子直純（怒髪天、2009年4月 - 2010年3月）
- 引地洋輔（RAG FAIR、2009年4月 - 2010年3月）
- 藤井敬之（音速ライン、2009年4月 - 2010年3月）
- 児玉理恵（当時TUFアナウンサー、2009年4月 - 2010年3月）
- いしばしさちこ（warsaw、2009年4月 - 2010年3月）

### 過去のMC
- 総合
  - 藤原カズヒロ（2007年4月 - 2009年3月） - ミュージックソムリエ
- A-SIDE（毎月第1週・第2週）
  - 田代さやか（2007年4月 - 2009年3月） - ウエイトレス、ミュージックソムリエ見習い
- B-SIDE（毎月第3週・第4週）
  - 小野美希（当時TUFアナウンサー）（2007年1月 - 2008年3月） - ウエイトレス、ミュージックソムリエ見習い
  - 上條麻里奈（当時TUFアナウンサー）（2008年4月 - 2009年3月） - ウエイトレス、ミュージックソムリエ見習い

## 『パロパロ』
2017年10月から15分番組として再開。

### 放送時間
- 毎週金曜 24:50 - 25:05

### MC
- 富岡浩美（2017年10月 - ） - メインパーソナリティ
- いしばしさちこ（2017年10月 - ） - アシスタント

## 関連イベント

### 『VJ Palo Palo Tororo Rock FESTIVAL in Shirasawa』
白沢村（現・本宮市）合併50周年共催事業として、2005年8月6日に開催。イベント名の「Tororo」は、白沢村の特産品とろろ芋が由来。チケットは前売り2000円。
ライブ当日の模様は、特別番組として1回、VJパロパロ内で1回の計2回放送された。

#### 出演アーティスト
- THE PINK☆PANDA
- 太陽族
- スムルース
- つばき
- STANCE PUNKS
- 10-FEET
- B-DASH
- POLYSICS
- ELLEGARDEN

### 『'06トロロロックフェスティバル』
翌年の2006年8月5日に開催。

#### 出演アーティスト
- THE BACK HORN
- GO!GO!7188
- マキシマム ザ ホルモン
- POLYSICS
- SNAIL RAMP
- UVERworld
- plane
- No Regret Life
- C-999
- NICO Touches the Walls
- locofrank

### 『MUSIC BARパロパロ トロロロックフェスティバル2007』
2007年8月4日に本宮市しらさわグリーンパーク野球場で行われた。

#### 出演アーティスト
- warsaw
- JANGA69
- FLOW
- dustbox
- 藍坊主
- SNAIL RAMP
- 9mm Parabellum Bullet
- 音速ライン
- ギターウルフ
- POLYSICS
- ランクヘッド
- 椿屋四重奏
- THE BACK HORN

### 『Rock'yun Live Tours in Koriyama』(ロッキュンライブツアーズin郡山)
ライブサーキット形式（共通チケットにより、各会場を渡り歩くことが可能になっている）の音楽イベント。郡山市内の4つライブハウス、開成山野外音楽堂（2日目のみ）とタワーレコード郡山店で行われた。2008年9月6日、7日開催。5日に前夜祭としてTHE BACK HORNのトークイベントとライブDVDの試写会も行われた。

#### 出演アーティスト
9月6日
- ACROBAT ATHLETE
- 阿部真央
- APOGEE
- UNCHAIN
- イケメン'ズ
- e-sound speaker
- OCEANLANE
- 8otto
- オトナモード
- GHEEE
- サクラメリーメン

- THE JETZEJOHNSON
- C-999
- Jackson vibe
- 超飛行少年
- せきずい
- DialGroup
- Qomolangma Tomato
- tick
- デブパレード
- TRIPLANE
- Bahashishi

- Vibedred
- FoZZtone
- まきちゃんぐ
- UNISON SQUARE GARDEN
- Libera-Rhysms
- Local Sound Style
- LONG SHOT PARTY
- ONE OK ROCK
- warsaw
- ONE STEP BUS

9月7日
- Aira Mitsuki
- 伊藤サチコ
- winnie
- 植村花菜
- エイジアエンジニア
- 岡平健治
- 奥華子
- 音速ライン
- GARI
- KAT
- Caravan
- CLIFF EDGE

- the HANGOVERS
- 3SHINE
- SNAIL RAMP
- 0 SOUL 7
- 曽我部恵一BAND
- SOFFet
- TSUYOSHI
- twenty4-7
- DOES
- 怒髪天
- he
- ひなた

- PINKLOOP
- プリングミン
- pe'zmoku
- HOI FESTA
- HOLIDAYS OF SEVENTEEN
- 宮田
- MAY'S
- YA-KYIM
- LUNKHEAD
- lego big morl
- ROCK'A'TRENCH
- !wagero!
- カントリーマームズ

#### 会場
- CLUB#9
- FREEWAY JAM
- Hip Shot Japan
- PEAK ACTION
- 開成山野外音楽堂（2日目のみ）
- タワーレコード郡山店（無料会場）

## 姉妹番組
- ビデオクリップをまとめた15分間のミニ番組『パロパロmini』が深夜の時間帯に放送されている。2006年3月までは早朝の時間帯に放送されていたが、同年4月の番組改編によりTUF放送終了間際の深夜の時間帯へと移動した。2011年3月11日以降は東日本大震災（東北地方太平洋沖地震）の影響により、休止。